# Aphodius plagiatus
Aphodius plagiatus es una especie de coleóptero de la familia Scarabaeidae.

## Distribución geográfica
Habita en el paleártico: Europa, Asia y el norte de África.